# Burgsinn
Burgsinn – gmina targowa w Niemczech, w kraju związkowym Bawaria, w rejencji Dolna Frankonia, w regionie Würzburg, w powiecie Main-Spessart, siedziba wspólnoty administracyjnej Burgsinn. Leży w Spessart, około 23 km na północny zachód od Karlstadt, nad rzeką Sinn, przy linii kolejowej Fulda – Würzburg.

## Demografia
| Rok  | Liczba mieszk. |
| ---- | -------------- |
| 1970 | 2 949          |
| 1987 | 2 626          |
| 2000 | 2 696          |
| 2003 | 2 967          |
| 2005 | 2 672          |

## Zabytki i atrakcje
- ruiny zamku Bergfried
- stary zamek wodny

## Oświata
(na 1999)

W gminie znajduje się 100 miejsc przedszkolnych (z 103 dziećmi) oraz szkoła podstawowa (23 nauczycieli, 320 uczniów).

## Galeria

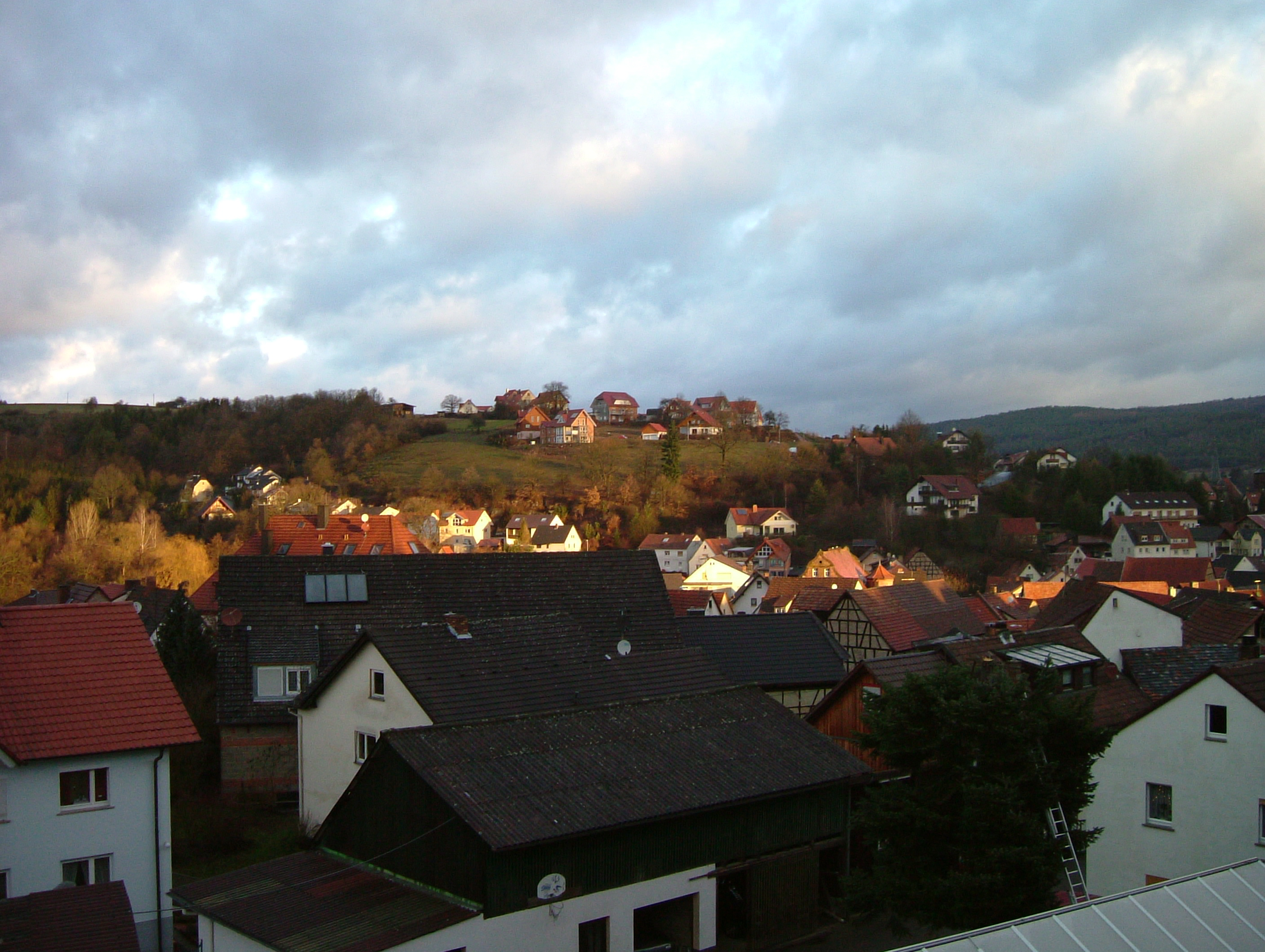
Burgsinn
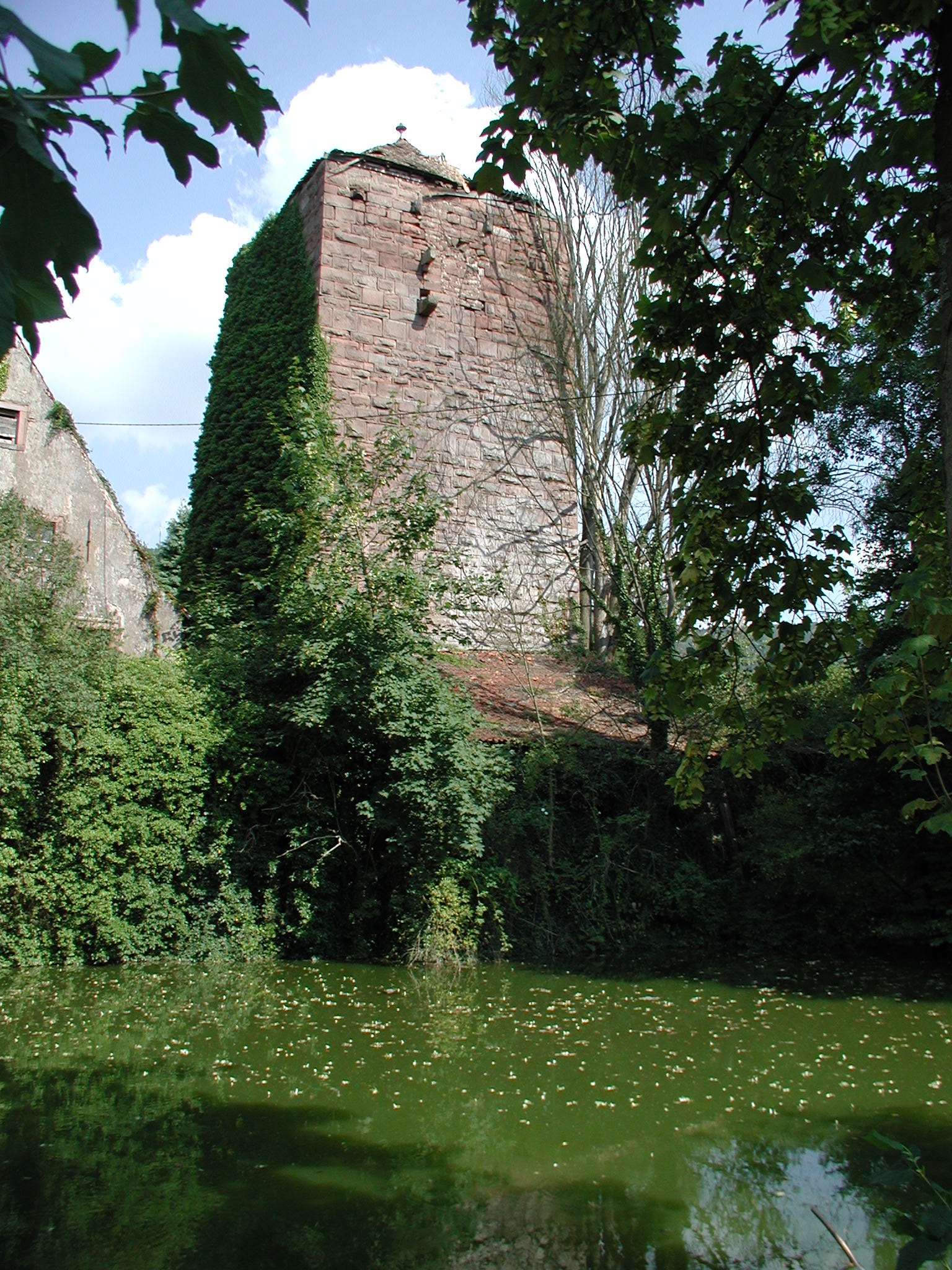
Ruiny zamku Bergfried
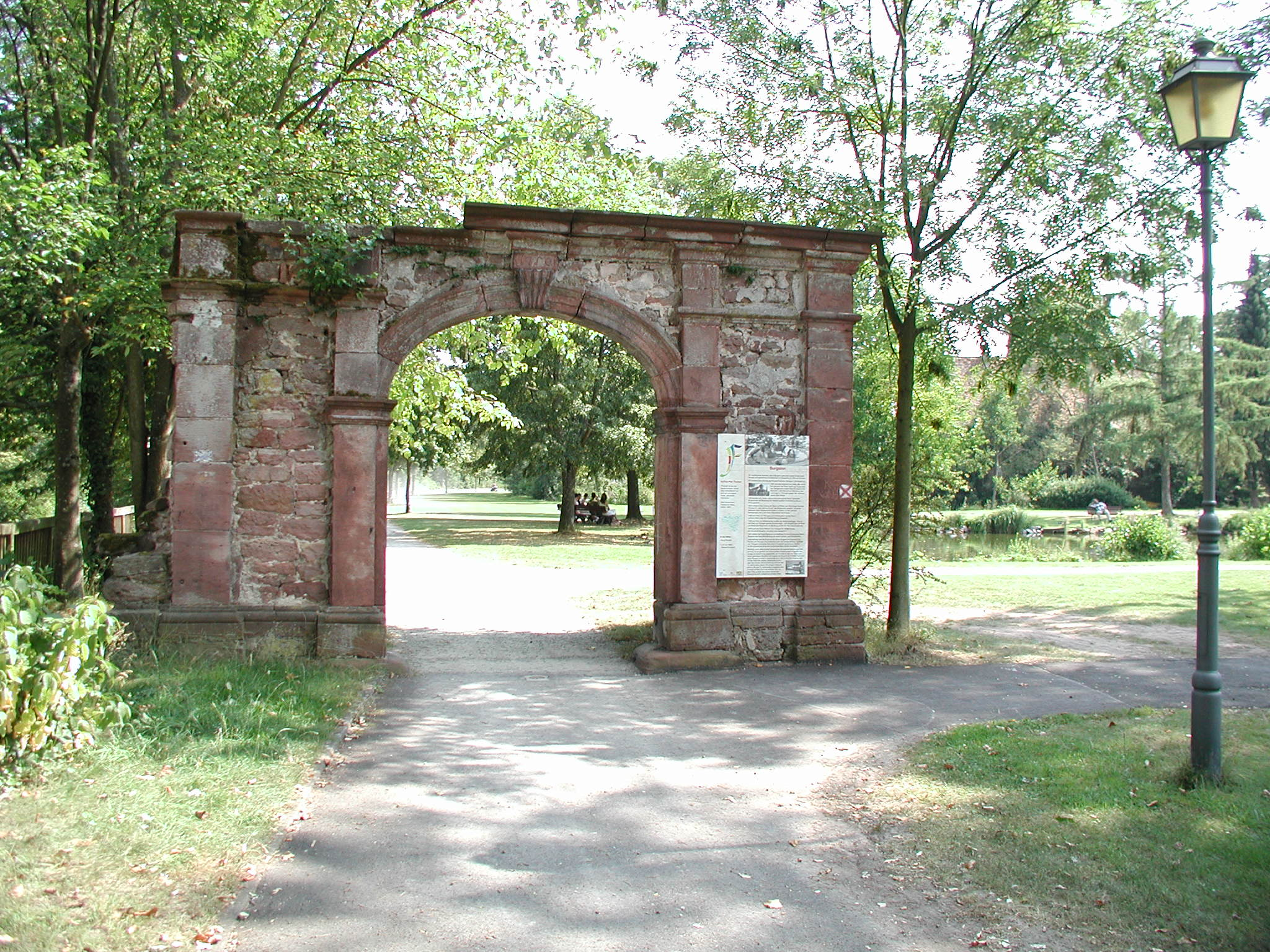
Wejście do ogrodów
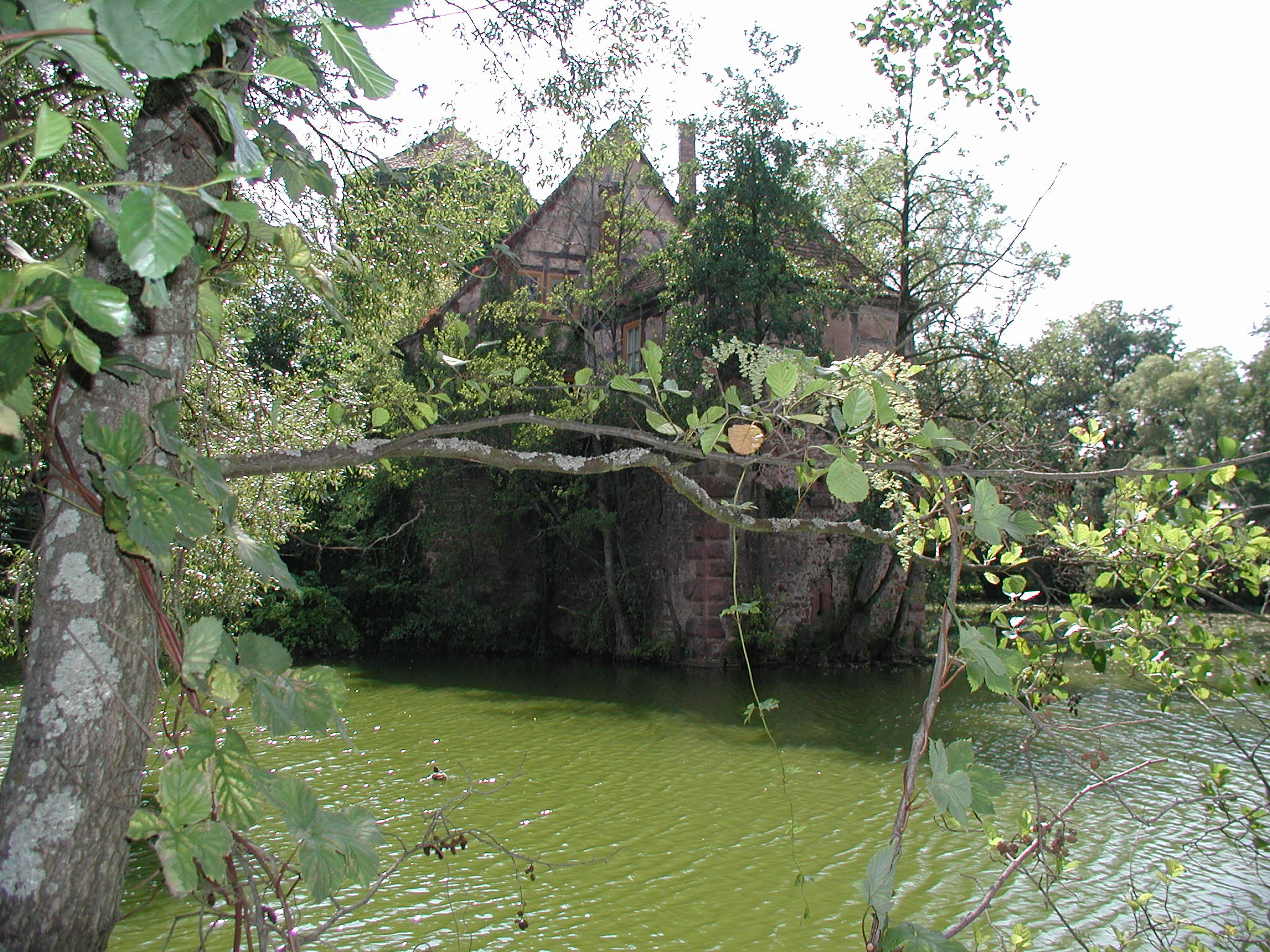
Stary zamek